# Шёлк (Marvel Comics)
Шёлк (англ. Silk), настоящее имя — Синди Мун (англ. Cindy Moon) — супергероиня комиксов издательства Marvel Comics, созданная Дэном Слоттом и Умберто Рамосом.
Синди Мун в исполнении Тиффани Эспенсен появляется в фильмах Кинематографической вселенной Marvel «Человек-паук: Возвращение домой» (2017) и «Мстители: Война бесконечности» (2018). Персонаж будет иметь главную роль в сериале «Шёлк: Паучье общество», действие которого развернётся во Вселенной Человека-паука от Sony; сериал будет выпущен для стриминговых сервисов MGM+ и Amazon Prime Video. Шёлк также появится в анимационном фильме «Женщины-пауки», который является спин-оффом анимационного фильма «Человек-паук: Через вселенные» (2018) и посвящён трём поколениям женщин, связанных с Человеком-пауком.

## История публикаций
Персонаж впервые появился в качестве камео в апреле 2014 года в The Amazing Spider-Man (vol. 3) #1. Её первое полноценное появление состоялось в июле 2014 года в The Amazing Spider-Man (vol. 3) #4. После своего первого полноценного появления в The Amazing Spider-Man (vol. 3) #4 во время события Original Sin Шёлк стала одной из главных участников сюжетной арки Spider-Verse, в которой Люди-пауки из разных альтернативных вселенных сражались с Морланом и другими Наследниками. Впоследствии было объявлено о запуске отдельной серии комиксов, посвящённой Шёлк. Первый номер серии Silk вышел в феврале 2015 года, сценаристом выступил Робби Томпсон, художником — Стэйси Ли. После седьмого номера серия была закрыта из-за глобального события Secret Wars (рус. Тайные войны) и затем перезапущена.

## Биография
Во время научной выставки Питера Паркера Синди Мун кусает радиоактивный паук. Через некоторое время у Синди начинают появляться «паучьи» способности: суперсила, способность передвигаться по стенам и выпускать паутину из указательных пальцев рук. На семью Мун выходит Иезекиль Симс, чтобы предложить Синди помощь в контролировании её новых сил. Через шесть лет после укуса и многих тренировок Иезекиль закрывает Синди в специальном убежище, чтобы защитить её и других людей с паучьими способностями от суперзлодеев Морлана и Наследников. Когда Человек-паук с Мстителями натыкается на злодея по имени Шар, у которого был глаз убитого Ником Фьюри Наблюдателя Уату, к Пауку приходит видение: в бункере находится девушка с точно такими же силами, как и у него, и освобождает Синди.

## Силы и способности
Синди приобрела аналогичные Питеру Паркеру силы, когда её укусил тот же радиоактивный паук, который даровал суперспособности, хотя её паучье чутье (которое она назвала «Шёлковым чутьём») намного сильнее, чем у Питера. Во время их первой встречи Питер заметил, что она даже быстрее его, хотя и не так сильна. Также у неё имеется способность стрелять паутиной из кончиков пальцев, вкупе с эйдетической памятью. Побочным эффектом является то, что когда Питер и Синди оказываются рядом, их тела вырабатывают феромоны, взывающие у них сильное влечение друг к другу.

## Альтернативные версии

### Земля-65
Синди Мун во вселенной Гвен-паука является главой гнусной организации шпионов под названием Ш.Ё.Л.К. и выступает в качестве главной антагонистки событий. У Синди с Земли-65 практически аналогичная травма от укуса паука. Недовольная своей жизнью, она присоединяется к Щ.И.Т. как исследователь пауков. Был инцидент, когда паук укусил Джессику Дрю и та умирала, но исследование Синди спасло её жизнь и дало ей силы паука, что сделало Джессику одной из лучших агентов Синди. В конце концов она восстанавливает изменённого паука от Щ.И.Т. с помощью Джесси и выпускает его на свободу, где он находит Гвен Стейси и кусает её, что и привело к тому, как она стала Женщиной-пауком во вселенной Земли-65. Во время мероприятия «Женщины-пауки» Джесси похищает межпространственный телепорт Гвен и телепортируется на Землю-616, где крадёт большое количество технологий при создании своего 616-го аналога. Когда она сталкивается с Гвен и её коллегой, она использует свои технологии, чтобы убрать Гвен с пути. Когда Мун возвращается в своё убежище после предательства Джесси, она попадает в засаду Джессики Дрю, Гвен и её коллеги, потерпев поражение. Щ.И.Т. задерживает Синди за преступления.
Коллега же дразнит Мун, отправив ей пакет помощи со всеми вещами, которые она имела в своём бункере.
Шёлк с Земли-616 смогла встретить родителей своего двойника с Земли-65.

## Вне комиксов

### Кино
- Тиффани Эспенсен сыграла Синди Мун в нескольких фильмах, действие которых разворачивается в рамках медиафраншизы «Кинематографическая вселенная Marvel»:
  - Мун дебютировала в фильме «Человек-паук: Возвращение домой» (2017) в качестве одноклассницы Питера Паркера и члена команды по декатлону[7].
  - Синди появляется в эпизодической роли в фильме «Мстители: Война бесконечности» (2018) в школьном автобусе, когда Нед Лидс отвлекает всех одноклассников, чтобы Питер успел переодеться в Человека-паука и отправиться на помощь Мстителям[8].
  - Синди фигурирует (через архивные и ранее неиспользованные кадры из фильма «Человека-паука: Возвращение домой») в сцене после титров расширенной версии картины «Человек-паук: Нет пути домой» (2021), события которой происходят после второго заклинания Доктора Стрэнджа[9].
- Sony Pictures разрабатывала сольный фильм про Шёлк, действие которого должно было разворачиваться во Вселенной Человека-паука от Sony[10][7].
- Изначально Синди Мун / Шёлк должна была появиться в анимационном фильме «Человек-паук: Через вселенные» (2018)[11], однако, в конечном итоге, создатели картины решили использовать вместо неё Пени Паркер[12]. Тем не менее, Шёлк появится в спин-оффе фильма, «Женщины-пауки», посвящённом трём героиням, связанным с Человеком-пауком, наряду с Джессикой Дрю / Женщиной-паук и Гвен Стейси / Гвен-паук[13].

### Телевидение
Sony Pictures Television разрабатывает телесериал про Шёлк. Фил Лорд и Кристофер Миллер выступили исполнительными продюсерами, наряду с Эми Паскаль. Лорен Мун ведёт переговоры со студией относительно должности сценариста. Amazon Prime Video станет дистрибьютором. Том Спезиали был нанят в качестве шоураннера и исполнительного продюсера вместе с Лорен Мун. MGM+ (ранее известное как Epix) и Amazon заказали сериал под названием « Шёлк: Паучье общество». Анджела Канг выступит в качестве шоураннера.

### Видеоигры
- Шёлк появилась в качестве игрового персонажа в мобильной игре Spider-Man Unlimited (2014)[17].
- Шёлк появилась в Marvel: Avengers Alliance (2012)[18].
- Шёлк появилась в качестве игрового персонажа в мобильной игре Marvel: Future Fight (2015)[19].
- Шёлк является одним из разблокируемых игровых персонажей в Marvel Avengers Academy (2016)[20].
- Шёлк появилась в качестве игрового персонажа в Marvel Puzzle Quest (2013)[21].
- Шёлк появляется в качестве секретного и играбельного персонажа в Lego Marvel Super Heroes 2 (2017)[22].
- Шёлк появляется в конце игры Marvel's Spider-Man 2 совсем на немного.

### Товары
- Компания HeroClix на основе Шёлк создала и выпустила серию игрушечных фигурок в наборе «Высших врагов паука»[23].
- Про Шёлк были созданы фигурки линии Marvel Legends как часть набора Space-Venom Build-A-Figure[24].

## Критика
Журнал Cosmopolitan охарактеризовал персонажа как «крутую азиатско-американскую супергероиню Marvel с паучьим чутьём».